# Marín, Nuevo León
Marín är en ort i Mexiko.   Den ligger i kommunen Marín och delstaten Nuevo León, i den centrala delen av landet, 700 km norr om huvudstaden Mexico City. Marín ligger 406 meter över havet och antalet invånare är 3 299.
Terrängen runt Marín är huvudsakligen platt, men norrut är den kuperad. Runt Marín är det mycket glesbefolkat, med 6 invånare per kvadratkilometer. Närmaste större samhälle är Ciudad Apodaca, 18,6 km sydväst om Marín. Trakten runt Marín består i huvudsak av gräsmarker.